# Индепенденсија
Индепенденсија (шп. Independencia) је општина у Чилеу. По подацима са пописа из 2002. године број становника у месту је био 65.479.

## Демографија
| 2002.  |
| ------ |
| 65.479 |